# ابراهیم سعاده
ابراهیم سعاده (انگلیسی: Ibrahim Sadeh؛ زادهٔ ۲۷ آوریل ۲۰۰۰) بازیکن فوتبال اهل اردن است.
وی همچنین در تیم‌های ملی فوتبال زیر ۲۳ سال اردن، و اردن بازی کرده‌است.